# Centenário (Mutum)
Centenário é um distrito do município brasileiro de Mutum, no interior do estado de Minas Gerais. Segundo o censo demográfico de 2022, sua população era de 1 186 habitantes. Possui área de 178,82 km². Foi criado pela lei estadual nº 843 de 07 de setembro de 1923.